# Heerenveen
Heerenveen (en frisón septentrional, It Hearrenfean) es una ciudad situada en el municipio homónimo, en la provincia de Frisia, Países Bajos. Tiene una población estimada, en 2023, de 30 680 habitantes.
Es la sede del municipio.
La localidad fue fundada en 1551 por tres señores que constituyeron una compañía con el objetivo de adquirir la mayor cantidad de tierras ricas en turba, de donde le viene el nombre (heeren significa "señores" y veen significa "turba").

## Lugares de interés
Alrededor del centro histórico de la ciudad han crecido diez nuevos barrios en el siglo XX. La ciudad cuenta con 32 monumentos nacionales protegidos, entre ellos dos stinsen o mansiones nobles: Crackstate, donde actualmente se encuentra el ayuntamiento, y Oenemastate, que tras varios cambios de mano es ahora un café. También se destacan un molino del siglo XIX, y una iglesia bautista del siglo XVIII. 
En la localidad está el museo Heeenveen, dedicado a la historia de la ciudad. El Posthuis Theater ocupa un edificio de 1885, aunque su origen es muy anterior.

## Deportes
| Equipo        | Deporte | Competición | Estadio             | Creación |
| ------------- | ------- | ----------- | ------------------- | -------- |
| SC Heerenveen | Fútbol  | Eredivisie  | Abe Lenstra Stadion | 1920     |